# Miro Cerar
Miroslav Cerar Jr. (conhecido como Miro Cerar, nascido em 25 de agosto de 1963) é um advogado e político esloveno, primeiro-ministro do país entre 2014 e 2018.
Cerar é filho de Miroslav Cerar, campeão olímpico de ginástica e advogado, e Zdenka Cerar, ex-ministra da Justiça e procuradora-chefe.
Cerar foi professor na Faculdade de Direito da Universidade de Ljubljana  e um consultor jurídico para o parlamento. 
Na sequência da demissão do governo de Alenka Bratušek em maio de 2014, Cerar anunciou que iria entrar na política nacional.  Em 2 de junho de 2014, ele formou um novo partido político chamado Stranka Mira Cerarja (Partido de Miro Cerar). Na eleição de julho, o partido de Cerar ganhou um total de 36 dos 90 assentos no parlamento.
Em setembro de 2017, foi realizado um referendo que aprovou o plano governamental de construir 27 quilómetros de ferrovia, a ligar o porto de Kopper, no Mar Adriático, com a plataforma multimodal de transportes em Divaca, nas proximidades da fronteira com a Itália. O Supremo Tribunal esloveno decidiu em Março de 2018 que o apoio do Governo ao projeto durante a campanha do referendo foi enviesado e pode ter interferido com o resultado da votação e mandou repetir o referendo. Miro Cerar apresentou a demissão.